# Pontifícia Universidade da Santa Cruz

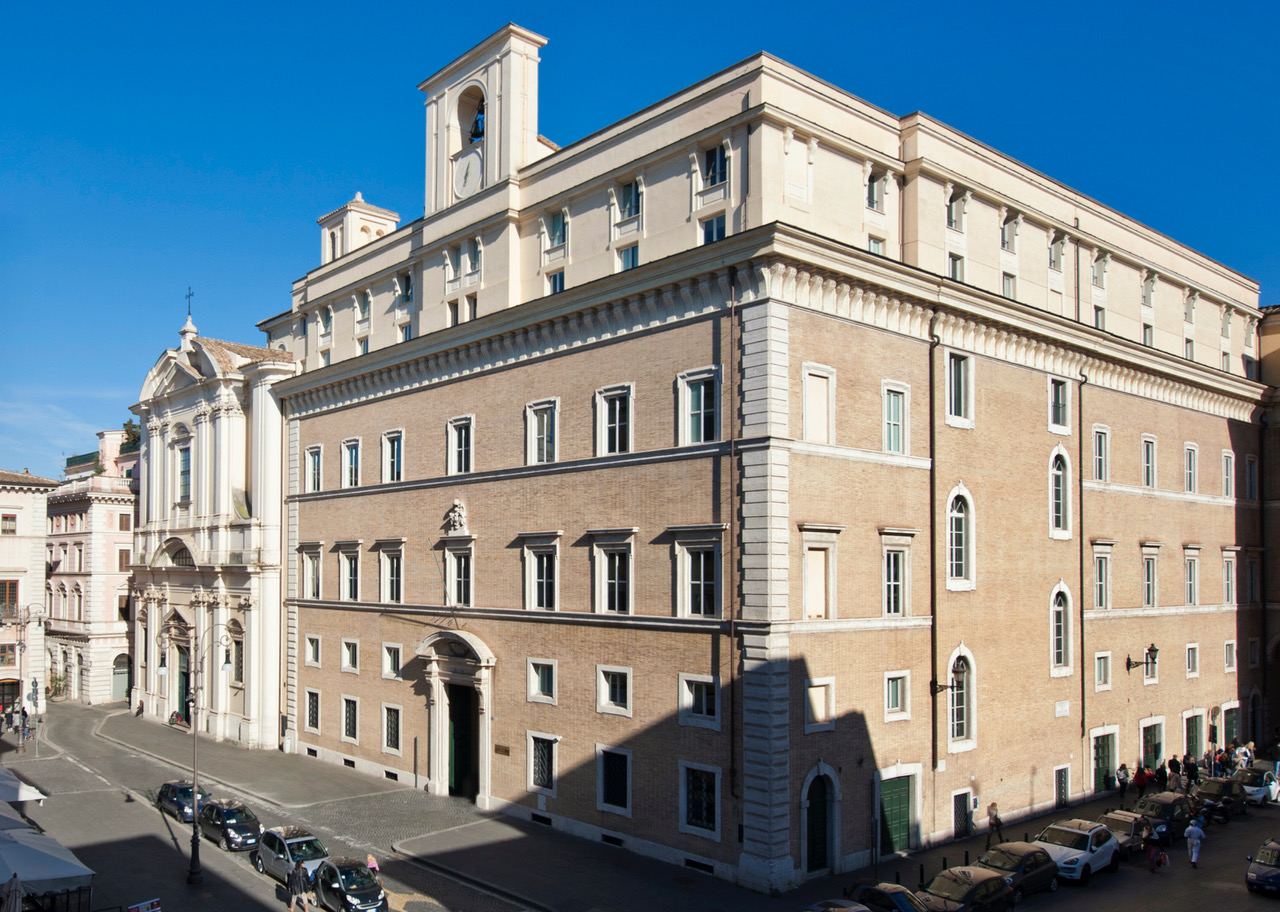
Fachada da sede da universidade

A Pontifícia Universidade da Santa Cruz (Pontificia Universitas Sanctae Crucis / PUSC) é uma universidade pontifícia com sede em Roma, no Palazzo di Sant’Apollinare, uma zona extraterritorial da Santa Sé. Promovida pela Prelazia da Santa Cruz e Opus Dei, foi formalmente erigida em 9 de janeiro de 1990 pela Congregação para a Educação Católica. O Gran Chanceler é o Prelado do Opus Dei, atualmente Fernando Ocáriz Braña.

## História
A PUSC foi idealizada por Josemaría Escrivá de Balaguer, fundador do Opus Dei, com o objetivo de criar um centro de pesquisa e formação em ciências eclesiásticas em Roma. Seu sucessor, Álvaro del Portillo, concretizou o projeto, iniciando atividades no ano acadêmico de 1984/1985 com o Centro Accademico Romano della Santa Croce. Em 1986, foi criado o Istituto Superiore di Scienze Religiose all’Apollinare, vinculado à Faculdade de Teologia. Em 9 de janeiro de 1990, o centro tornou-se Ateneo Romano della Santa Croce, e, em 15 de julho de 1998, foi elevado a universidade pontifícia.
A universidade conferiu Laurea honoris causa a personalidades como Dionigi Tettamanzi (Teologia), Javier Hervada (Direito Canonico), John M. Rist (Filosofia), Camillo Ruini e Alfonso Nieto (Comunicazione Sociale Istituzionale).

## Estrutura
A PUSC organiza-se em quatro faculdades, oferecendo cursos de bacharelado, licenciatura e doutorado:
- Teologia:

```
 - Primeiro ciclo (3 anos): Bacharelado em Teologia.
 - Segundo ciclo (2 anos): Licença em Teologia Litúrgica, Teologia Dogmática, Teologia Moral, Teologia Espiritual, Teologia Bíblica ou História da Igreja.
 - Terceiro ciclo (mínimo 2 anos): Doutorado em Teologia.
```

- Direito Canônico:

```
 - Primeiro ciclo (mínimo 2 anos): Cursos de Filosofia e Teologia.
 - Segundo ciclo (3 anos): Licença em Direito Canônico.
 - Terceiro ciclo (mínimo 2 anos): Doutorado em Direito Canonico.
```

- Filosofia:

```
 - Primeiro ciclo (3 anos): Bacharelado em Filosofia.
 - Segundo ciclo (2 anos): Licença em Filosofia (Ética e Antropologia ou Metafísica e Ciência).
 - Terceiro ciclo (mínimo 3 anos): Doutorado em Filosofia.
```

- Comunicação Social:

```
 - Primeiro ciclo (3 anos): Bacharelado em Comunicação Social.
 - Segundo ciclo (2 anos): Licença em Comunicação Social.
 - Terceiro ciclo (máximo 3 anos): Doutorado em Comunicação Social.
```

## Institutos e Centros de Pesquisa
A PUSC inclui:
- Istituto Superiore di Scienze Religiose all’Apollinare (ISSR): Vinculado à Faculdade de Teologia.[7]
- Market, Culture & Ethics (MCE): Pesquisa a relação entre ética, economia e ciências sociais.[8]
- Centro di Documentazione Interdisciplinare di Scienza e Fede (DISF): Estuda a interação entre ciências filosóficas, teológicas e científicas.[9]
- Dipartimento di Lingue: Oferece cursos de línguas antigas e modernas.[10]
- Centro di Formazione Sacerdotale: Formação para sacerdotes.[11]
- Istituto Storico San Josemaría Escrivá (ISJE): Pesquisa histórica sobre o fundador do Opus Dei.[12]
- Centro di Studi Giuridici sulla Famiglia (CSGF): Estudos jurídicos sobre a família.[13]
- Family & Media: Analisa a relação entre família e mídia.[14]
- Gruppo di Ricerca in Psicologia e Vita Spirituale Cristiana "Joan Baptista Torellò": Criado em 2023, estuda psicologia e espiritualidade cristã.[15]

## Biblioteca
A Biblioteca da PUSC, localizada em Via dei Farnesi, possui cerca de 209.000 volumes, incluindo o Fondo Fabro (20.000 volumes, doados por Cornelio Fabro) e o Fondo Mader/Salvatoriano (17.000 volumes, da obra do Pio XII).

## Notável
- Giovanni Battista Re, cardeal e prefeito da Congregação para os Bispos
- Fernando Ocáriz Braña, prelado do Opus Dei
- Francesco Ricciardi, teólogo e acadêmico
- Javier Hervada, jurista canônico

## Links externos
- Pontifícia Universidade da Santa Croce